# Eric Olsen (football américain)
(en) Statistiques sur pro-football-reference
Eric Olsen (né le 16 juin 1988 à Staten Island) est un joueur américain de football américain. Il joue actuellement avec les Steelers de Pittsburgh.

## Lycée
Olsen étudie à la Poly Prep School de Brooklyn où il joue au poste de offensive tackle ainsi que defensive end. Il effectue comme defensive end cinquante-trois tacles, huit sacks et trois fumbles provoqués.

## Carrière

### Université
Olsen joue quarante-quatre matchs durant ses quatre saisons à l'université Notre-Dame.

### Professionnel
Eric Olsen est sélectionné au sixième tour du draft de la NFL de 2010 par les Broncos de Denver. Lors de sa première saison, il entre au cours du seizième match de la saison, faisant sa première apparition en professionnel. Le 3 septembre 2011, il est libéré par les Broncos de Denver et signe peu de temps après avec l'équipe d'entraînement des Redskins de Washington.
Plus tard, il quitte Washington pour les Saints de La Nouvelle-Orléans où il joue tous les matchs de la saison dont quatre comme titulaire. Cependant, il ne reste qu'une saison et rejoint les Steelers de Pittsburgh en 2013 où il doit se cantonner à un poste de remplaçant.